# Bitinkodji
Bitinkodji  est une localité et une commune rurale du Niger, du département de Kollo et de la région de Tillaberi. Elle a pour chef-lieu Saga Fondo.

## Géographie
La commune s'étend au nord-ouest de la capitale Niamey et au nord sur la rive droite du fleuve Niger.
| Namaro | Karma         | Niamey I |
| Namaro | Bitinkodji    | Niamey V |
| Torodi | Ouro Guéladjo | Youri    |

## Histoire
La commune rurale est instaurée en 2002, à l’issue des premières élections locales organisées au Niger en juillet 2004, le canton de Lamordé Bitinkodji est divisé en trois communes, dont la commune de Bitinkodji.

## Population
Lors du recensement général de 2012, la population communale est relevée à 29 067 habitants, dont 3 865 habitants pour la localité chef-lieu. La commune est peuplée par les éthnies Songhaï, Fulbé et Zarma.

## Villages
La commune s'étend sur 21 villages et 41 hameaux. 

## Services et infrastructures
La commune abrite les services suivants :
- Collège d'enseignement général (CEG) à Saga Fondo.
- Centre de Santé Intégré (CSI) à Saga Fondo, Komba et Toulouaré.

## Économie
La culture du riz humide est pratiquée sur les rives du fleuve Niger, l’agriculture pluviale est pratiquée sur la partie ouest de la commune.

## Coopération et partenariat
Un partenariat est mis en œuvre depuis 2010 entre la commune de Bitinkodji et le Syndicat mixte de la Vallée de l'Orge (France)